# Confédération des syndicats de travailleurs de toute l'Indonésie
La Confédération des syndicats de travailleurs de toute l'Indonésie, en indonésien : Konfederasi Serikat Pekerja Seluruh Indonesia (KSPSI), est une confédération syndicale de travailleurs d'Indonésie. Elle revendique près de 500 000 membres et 250 syndicats. Son président est Jacob Nuwa Wea, ancien ministre du travail du président Abdurrahman Wahid.

## Histoire
En 1985, sous la direction de l’imam Soedarwo, lors du deuxième congrès de la FBSI, du 23 au 30 novembre 1985, intervient le changement de nom de All Indonesia Trade Federation (FBSI) en All Indonesia Workers Union (SPSI).

## Dirigeants
- Agus Sudono
- Jacob Nuwa Wea